# Korina Politi
Korina Politi (griechisch Κορίνα Πολίτη, * 20. Dezember 1995 auf Lefkada) ist eine griechische Leichtathletin, die sich auf den Sprint spezialisiert hat.

## Sportliche Laufbahn
Erste internationale Erfahrungen sammelte Korina Politi im Jahr 2018, als sie bei den Balkan-Meisterschaften in Stara Sagora in 24,33 s den siebten Platz im 200-Meter-Lauf belegte und mit der griechischen 4-mal-100-Meter-Staffel in 45,43 s die Goldmedaille gewann. Anschließend startete sie mit der Staffel bei den Europameisterschaften in Berlin und verpasste dort mit 44,48 s den Finaleinzug. 2021 siegte sie dann in 45,24 s erneut bei den Balkan-Meisterschaften in Smederevo und sicherte sich mit der 4-mal-400-Meter-Staffel in 3:34,87 min die Silbermedaille.
2020 wurde Politi griechische Meisterin im 400-Meter-Lauf im Freien sowie Hallenmeisterin über 200 m.

## Persönliche Bestleistungen
- 200 Meter: 23,91 s (+1,6 m/s), 9. August 2020 in Patras
  - 200 Meter (Halle): 24,13 s, 29. Februar 2020 in Piräus
- 400 Meter: 53,78 s, 27. Juli 2019 in Patras
  - 400 Meter (Halle): 55,20 s, 9. Februar 2020 in Piräus